# Hate My Life
«Hate My Life» es una canción de la banda de rock canadiense Theory of a Deadman y es el cuarto sencillo de su tercer álbum de estudio Scars & Souvenirs (2008). La pista fue seleccionada como la pista de la semana de BBC Radio One para la semana que finalizó el 20 de marzo de 2009.

## Letra
Según Tyler Connolly, el cantante principal de la banda, esta canción permite a la gente sentir que no importa lo mal que esté yendo su propia vida, siempre hay alguien que se siente igual de mal.

## Video musical
Según el sitio de Theory, el video fue filmado el 15 de noviembre de 2008. Se pidió en el sitio, como un concurso, que cuarenta fanáticos protagonizaran el video musical. Fue filmado en el estudio Warner Brothers en Burbank, California. Fue lanzado el 9 de enero de 2009 en Yahoo! Música. Fue dirigida por Bill Fishman.
Al comienzo del video, Tyler ve a un vagabundo, y luego comienza a cantar la canción, la letra coincide con todo lo que está sucediendo en el video. Se queja de cómo odia a los vagabundos ("Tan harto de los vagabundos siempre pidiendo un cambio, no me gusta cómo tengo que trabajar y ellos se quedan sentados y me pagan"), casi lo atropella un coche ("Odio todas las personas, que no pueden conducir sus autos...), conocemos a su esposa, interpretada por su verdadera esposa Christine Danielle Connolly ("Odio cómo mi esposa; siempre está en mi culo...), una chica deja caer su bolso de lencería (Tyler lo mira con interés), el jefe de un trabajador de la construcción lo regaña ("Todavía odio mi trabajo, mi jefe es un idiota...), y cuando canta el coro, un cartel desciende de un edificio donde se lee "I Hate My Life". Luego, Tyler se sube a una carroza del desfile con el resto de la banda, interpretando el resto de la canción. Detrás de ellos viaja un gran grupo de personas, que incluyen al vagabundo, los trabajadores de la construcción, y los otros con los que se topó Tyler.

## Posicionamiento en lista
| Lista (2008-2009)                    | Mejor posición |
| ------------------------------------ | -------------- |
| Canadá (Canadian Hot 100)            | 65             |
| US Billboard Bubbling Under Hot 100  | 7              |
| Estados Unidos (Alternative Airplay) | 22             |
| Estados Unidos (Mainstream Rock)     | 3              |
| Estados Unidos (Mainstream Top 40)   | 26             |
| Reino Unido (UK Singles Chart)       | 92             |